# 12.7x108mm弾
12.7x108mm弾は重機関銃および対物ライフル用の弾薬である。本弾薬はかつてのソビエト連邦、ワルシャワ条約機構の加盟国、現代のロシア連邦、また他の各国により採用されている。
この弾薬はNATOの12.7x99mm NATO弾と同様の用途に投入された。弾頭形状および重量の2点が異なるほか、12.7x108mm弾の薬莢はわずかに長く厚いものであり、このためやや異なった数種類の装薬の充填が許容されている。戦場での12.7x108mm弾は、幅広い種類の目標との交戦に用いられ、非装甲の車輌の撃破や軽装甲車両を貫通するなどの損害を与えた。また戦車など重装甲の施された車輌に対しては、サーチライト、レーダー、トランスミッター、ビジョンブロック、エンジン区画のカバー類など、外部の付属装備品を損傷させることができた。.50口径の徹甲弾は25mmほどの装甲を貫通する。完全被甲された通常の.50口径弾薬は戦車の装甲をくぼませるのみで、損傷を与えることはできない。
フィンランド国防軍ではNSV重機関銃が12.7×108mm弾薬を採用しており、全兵科が主として対空任務に使用している。

## 弾薬の寸法
12.7x108mm弾は水に換算して22.72mlの薬莢容量を持つ。
12.7×108mm弾薬筒の最大寸度。全てのサイズ表記はmmである。
アメリカでは薬莢のショルダー部の角度をalpha/2、18.16度と規定した。
公式ガイドラインに従えば、12.7x108mm弾の薬莢は360MPa(52,213 psi)までの圧力を処理することができる。C.I.P.（加盟国内で流通する武器弾薬の安全保証を行う国際機関）の基準に従う国家では、全てのライフル用弾薬の薬莢と弾頭の組み合わせを顧客に販売するにあたり、このC.I.P.圧力で最大125％に耐えることを証明しなければならない。

## 不正確な互換性の主張
しばしば主張されることとして、アメリカの12.7x99mm NATO弾は、ソ連またはロシア連邦製の12.7x108mm弾を使用する機関銃で発砲できるというものがある。12.7mmx108mm弾は「.51口径弾」とも呼ばれている。この互換性の主張は、ベトナム戦争中、アメリカの情報公開において12.7x108mm弾が「.511口径」と記載されたことによる臆説だった。
実際には、たとえ弾丸直径が同じ程度であっても、2種の弾薬筒の間には寸法の差が存在している。このため12.7x99mm弾用の銃に12.7x108mm弾を使用した場合でも、その逆の場合でも、正しい装填動作が妨げられる。

## 本弾薬を用いる銃器類
機関銃
- DShK38重機関銃
- UB（航空機関銃）
- NSV重機関銃
- Kord重機関銃
- 77式重機関銃
- W85重機関銃
- 6P62（肩付け射撃可能な携行型機関銃）
- ツァスタバM02コヨーテ重機関銃

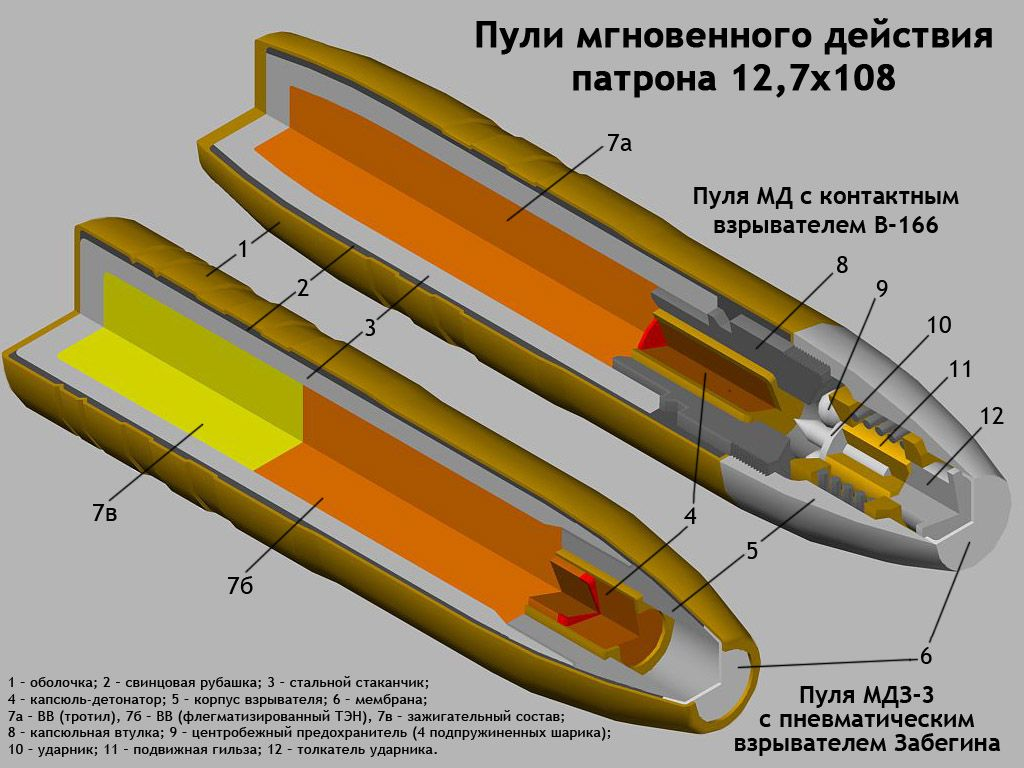
12.7x108m弾頭の、榴弾（向かって右）および焼夷榴弾（同左）の内部構造図。

- Yak-B 12.7mm重機関銃（ガトリング型式）
- ツァスタバM87
- Yu-12.7（航空機関銃）

対戦車ライフル・対物ライフル
- AMR-2
- CZW-127（チェコ共和国の対物用狙撃銃）
- V-94
- KSVK
- ゲパード
- ツァスタバ M93 ブラック・アロー
- Vidhwansak
- OSV-96
- SVN-98（試作）